# Bertram Bracken
Bertram Bracken (10 de agosto de 1879-1 de noviembre de 1952) fue un director, actor y guionista de nacionalidad estadounidense, activo en la época del cine mudo.

## Biografía
Nacido en San Antonio, Texas, se crio en Lampasas, Texas, donde sus padres, Charles y Betty Bracken, dirigían una tienda de comestibles. Según la biografía de su estudio cinematográfico, Bracken se formó en la Universidad de Yale, trabajó en la banca y sirvió durante un año y medio en el 15º Regimiento de Caballería de los Estados Unidos.
Su carrera como actor se inició a finales de los años 1890 en el teatro Haymarket de Chicago, continuando con una compañía itinerante propia con la que representó la obra College Life, escrita y producida por él. Bracken se inició en el cine en 1910 con la productora Star Film Company, para la cual a menudo interpretaba matones bajo la dirección de Gaston Méliès. Bracken trabajó más adelante con Méliès, rodando en Australia, Asia y el Sur del Pacífico. 
Poco después de su retorno a Estados Unidos, Bracken fue director de filmes producidos por Lubin Manufacturing Company, siendo posteriormente director y productor de largometrajes de la Balboa Amusement Company. 
 Además, trabajó para Fox Film Corporation, compañía en la cual dirigió a estrellas como Theda Bara y Anita Stewart. 
Diversos problemas de visión interrumpieron su carrera a principios de los años veinte, aunque finalmente pudo volver a trabajar varios años más. Su último film, The Face on the Barroom Floor, que dirigió y, en parte, escribió, se estrenó en 1932. La mujer de Bracken, la actriz Margaret Landis, hizo papeles protagonistas y de reparto en varias películas dirigidas por él, aunque ambos se divorciaron a principios de los años 1920. En sus últimos años Bracken escribió novelas de misterio y guiones de programas radiofónicos.
Bertram Bracken falleció en Cathedral City, California, en 1952. Fue enterrado en el Cementerio Welwood Murray, en Palm Springs, California.

## Filmografía completa

### Director
- The Mysterious Hand (1913)
- The Apache Kid (1913)
- Jim's Reward (1913)
- The Outlaw's Gratitude
- A Tenderfoot Hero
- His Last Crooked Deal (1913)
- Playing with Fire (1913)
- The Medal of Honor
- To Love and Cherish
- For Her Brother's Sake (1913)
- The Mate of the Schooner 'Sadie'
- Magic Melody
- The Locked Room
- When the Clock Stopped
- Turning the Table (1913)
- Her Father
- Life, Love and Liberty
- When He Sees
- The Path of Sorrow (1913)
- The Eternal Duel (1914)
- The Square Triangle (1914)
- The Heart of a Brute (1914)
- The Test of Manhood (1914)
- When the Fiddler Came to Big Horn
- The Cowboy's Sweetheart (1915)
- Beulah (1915)
- The Bridge of Sighs (1915)
- A Cattle Queen's Romance
- Comrade John (1915)
- The Shrine of Happiness (1916)
- Mismates (1916)
- The Home Breakers (1916)
- The Eternal Sappho (1916)
- East Lynne (1916)
- The Crooked Road (1916)
- Sporting Blood  (1916)
- The Better Instinct
- The Primitive Call
- The Inspirations of Harry Larrabee (1917)
- The Martinache Marriage (1917)
- Conscience
- The Best Man (1917)
- A Branded Soul
- For Liberty
- The Moral Law
- Code of the Yukon
- And a Still Small Voice
- The Boomerang (1919)
- In Search of Arcady
- The Long Arm of Mannister
- The Confession (1920)
- Harriet and the Piper
- The Mask
- The Northern Trail
- The Policeman and the Baby (1921)
- The Ne'er to Return Road (1921)
- Kazan
- The White Mouse
- Sleeping Acres
- Defying the Law
- Passion's Pathway
- A Jungle Heroine
- The Last Man
- The Lion's Mate (1925)
- A Jungle Tragedy
- Beasts of the Veldt
- Heartless Husbands
- Speeding Through
- Dame Chance
- Rose of the Bowery
- Duty's Reward
- Fire and Steel
- The Face on the Barroom Floor (1932)

### Guionista
- Sporting Blood, de Bertram Bracken (1916)
- The Primitive Call
- A Branded Soul
- Code of the Yukon
- And a Still Small Voice
- The White Mouse, de Bertram Bracken (1921)
- Defying the Law
- Rose of the Bowery
- The Face on the Barroom Floor, de Bertram Bracken

### Actor
- The Immortal Alamo, de William F. Haddock (1911)
- The Mysterious Hand
- Playing with Fire
- The Square Triangle, de Bertram Bracken
- This Is the Life, de Marshall Neilan (1935)